# Boston Marathon 1943
De Boston Marathon 1943 werd gelopen op zondag 18 april 1943. Het was de 47e editie van de Boston Marathon. Aan deze wedstrijd mochten geen vrouwen deelnemen. De Canadees Gérard Côté kwam als eerste over de streep in 2:28.25.
Het parcours is te kort gebleken. Het had namelijk niet de lengte van 42,195 km, maar 41,1 km.

## Uitslag
| rang   | naam            | land | tijd    |
| ------ | --------------- | ---- | ------- |
| Goud   | Gérard Côté     | CAN  | 2:28.25 |
| Zilver | Johnny A Kelley | USA  | 2:30.04 |
| Brons  | Fred McGlone    | USA  | 2:30.41 |
| 4      | Lloyd Bairstow  | USA  | 2:33.47 |
| 5      | Leslie Pawson   | USA  | 2:35.58 |
| 6      | Don Heinicke    | USA  | 2:38.52 |
| 7      | William Wiklund | USA  | 2:41.46 |
| 8      | Tony Medeiros   | USA  | 2:44.17 |
| 9      | Louis Young     | USA  | 2:44.44 |
| 10     | Michael O`Hara  | USA  | 2:46.14 |

1897 ·
1898 ·
1899 ·
1900 ·
1901 ·
1902 ·
1903 ·
1904 ·
1905 ·
1906 ·
1907 ·
1908 ·
1909 ·
1910 ·
1911 ·
1912 ·
1913 ·
1914 ·
1915 ·
1916 ·
1917 ·
1918 ·
1919 ·
1920 ·
1921 ·
1922 ·
1923 ·
1924 ·
1925 ·
1926 ·
1927 ·
1928 ·
1929 ·
1930 ·
1931 ·
1932 ·
1933 ·
1934 ·
1935 ·
1936 ·
1937 ·
1938 ·
1939 ·
1940 ·
1941 ·
1942 ·
1943 ·
1944 ·
1945 ·
1946 ·
1947 ·
1948 ·
1949 ·
1950 ·
1951 ·
1952 ·
1953 ·
1954 ·
1955 ·
1956 ·
1957 ·
1958 ·
1959 ·
1960 ·
1961 ·
1962 ·
1963 ·
1964 ·
1965 ·
1966 ·
1967 ·
1968 ·
1969 ·
1970 ·
1971 ·
1972 ·
1973 ·
1974 ·
1975 ·
1976 ·
1977 ·
1978 ·
1979 ·
1980 ·
1981 ·
1982 ·
1983 ·
1984 ·
1985 ·
1986 ·
1987 ·
1988 ·
1989 ·
1990 ·
1991 ·
1992 ·
1993 ·
1994 ·
1995 ·
1996 ·
1997 ·
1998 ·
1999 ·
2000 ·
2001 ·
2002 ·
2003 ·
2004 ·
2005 ·
2006 ·
2007 ·
2008 ·
2009 ·
2010 ·
2011 ·
2012 ·
2013 ·
2014 ·
2015 ·
2016 ·
2017 ·
2018 ·
2019 ·
2020 ·
2021 ·
2022